# Prigione modello
Prigione modello (Doin' Time) è un film commedia del 1985 diretto da George Mendeluk.

## Trama
Il direttore del John Dillinger Memorial Penitentiary inizia una serie di riforme carcerarie che riducono il divertimento e i giochi ai quali i prigionieri si erano abituati e alla fine i detenuti decidono che è necessaria una piccola vendetta.